# Trieng Cudo Baroh
Trieng Cudo Baroh is een bestuurslaag in het regentschap Pidie van de provincie Atjeh, Indonesië. Trieng Cudo Baroh telt 40 inwoners (volkstelling 2010).